# Prunus persica
Il pesco (Prunus persica (L.) Batsch) è un albero da frutto della famiglia Rosacee che produce un frutto commestibile chiamato pesca ([ˈpɛska]).

## Storia
Il pesco è un albero originario della Cina, dove fu considerato simbolo d'immortalità, e i cui fiori sono stati celebrati da poeti, pittori, cantanti, scrittori e registi cinematografici.
Dall'Oriente il pesco giunse in Persia, donde giunse in Europa; da lì deriva infatti il nome della specie, ovvero "Prunus della Persia", significato ripreso ancor oggi in molti dialetti e lingue d'Italia.
In Egitto la pesca era sacra ad Arpocrate, dio del silenzio e dell'infanzia, tanto che ancora oggi le guance dei bambini vengono paragonate alle pesche, per la loro morbidezza e carnosità. Il frutto arrivò a Roma nel I secolo d.C., ma si era già diffuso in tutto il bacino del Mar Mediterraneo grazie ad Alessandro Magno. Pare infatti, secondo lo scrittore romano Rutilio Tauro Emiliano Palladio, che egli ne fosse rimasto affascinato quando lo vide per la prima volta nei giardini di re Dario III, durante la spedizione contro la Persia.

## Descrizione
Il pesco è un albero che può raggiungere un'altezza di 4-8 metri, con corteccia leggermente scabra di colore marrone. I giovani getti sono di colore verde, spesso sfumato di rosso. Le foglie sono lanceolate appuntite, alterne, i fiori ermafroditi sono portati in zona apicale sui rami giovani, ma non sui polloni di sviluppo.
Molte parti della pianta, come corteccia, radici, foglie e semi, contengono piccole quantità di sostanze da cui derivano cianuri, tossici, anche se per il modesto contenuto tali sostanze sono state usate tradizionalmente (soprattutto le foglie) per aromatizzare i liquori, per il loro sapore gradevolmente amaro. La pianta ha la tendenza alla stabilizzazione apicale, cioè nella potatura deve essere rispettata la presenza di un apice dominante. Se l'apice è rimosso o spuntato la pianta tende a riaffermare tale dominanza di un apice, producendo masse di polloni intermedi non produttivi. 

### Fiore

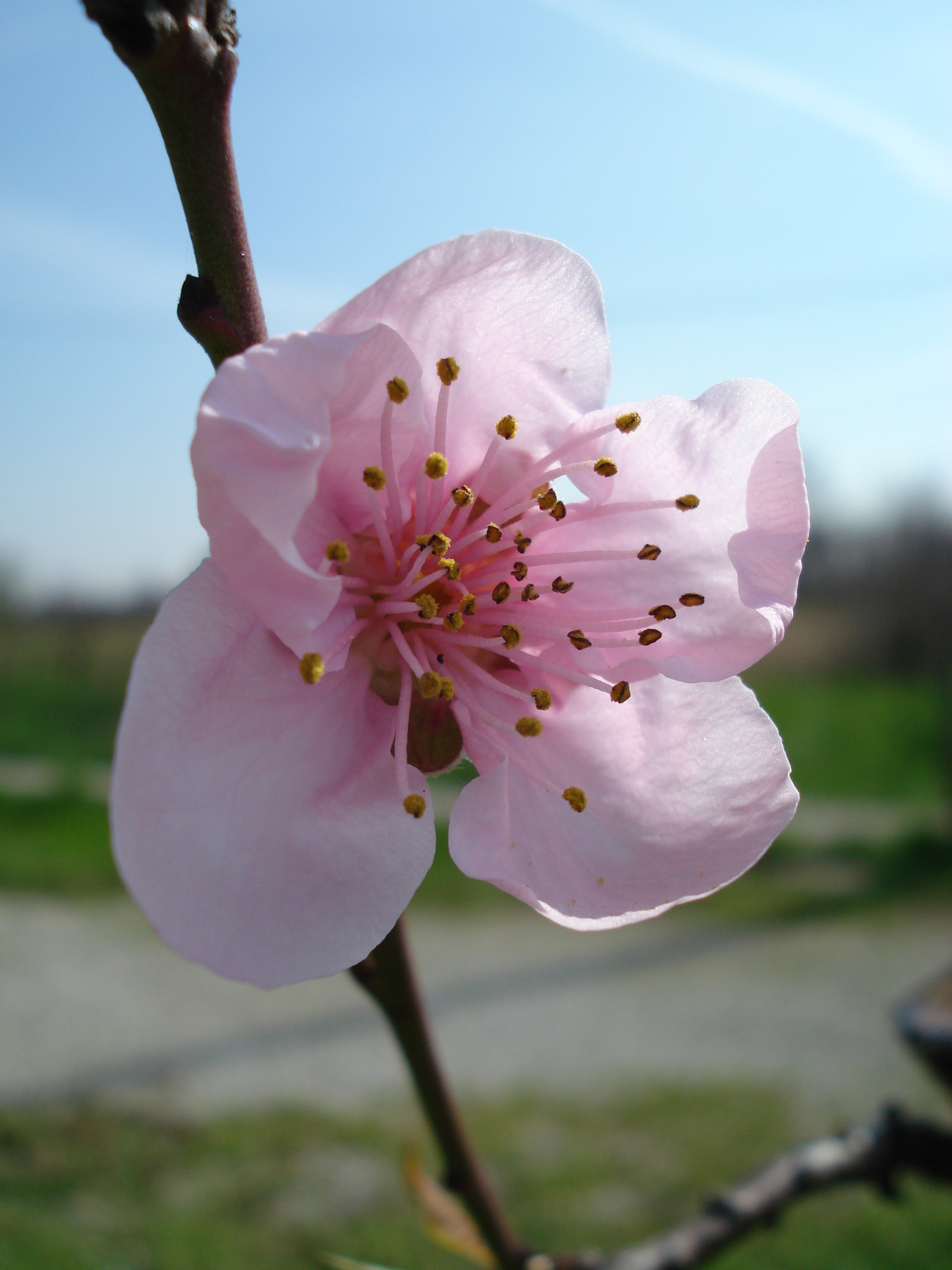
Fiore di pesco

I fiori sono di colore rosa, ma esiste una notevole differenza tra le varietà: i petali possono essere piccoli e stretti o ampi e larghi; se hanno all'interno dei petali un colore più scuro-aranciato, si avranno frutti a polpa gialla; se l'interno dei petali, pur sempre rosa, è sfumato in chiaro i frutti saranno a polpa bianca.
Il colore a cui i fiori di pesco danno il nome è associato alla primavera, alla prosperità, alla giovinezza, ad una bellezza tuttavia effimera e fugace. Sono anche simboli di amore e affetto, soprattutto romantico e passionale, a causa del loro colore rosa chiaro.
Essi danno il nome a una varietà di marmo chiamata «Fior di Pesco», pietra italiana molto pregiata, nota per il suo aspetto delicato e le colorazioni sofisticate.

### Frutto
Le pesche (pronuncia al singolare /ˈpɛska/, da pèssica, variante del lat. classico persica(m)) sono drupe carnose, succose e zuccherine, hanno la buccia di colore giallo-rossastra ma anche bruna, che può essere sottile e vellutata o liscia (nettarine). La polpa è dolcissima e profumata e, secondo la varietà, può essere gialla o bianca con venature rosse più evidenti in prossimità del nocciolo. Sono state selezionate varietà a polpa bianca con il colore rosso esteso a tutta o quasi la polpa.

## Coltivazione
La coltivazione del pesco di solito viene avviata partendo da piante già innestate di un anno di età (astoni), acquistate presso i vivaisti. Tuttavia è possibile riprodurre questa pianta attraverso il seme anche se la qualità e le caratteristiche dei frutti saranno piuttosto imprevedibili. Si piantano in un composto da semina "standard" nella primavera successiva a quella in cui i semi stessi sono stati prodotti, dopo averli sottoposti a un adeguato processo di vernalizzazione, in natura o in frigorifero. Senza adeguato numero di ore al freddo, infatti, i semi non germinerebbero. Il pesco dovrebbe essere piantato in pieno sole in un'area moderatamente ventilata per attutire i rigori delle gelate invernali e delle arsure estive. La messa a dimora dovrebbe avvenire all'inizio dell'inverno per lasciare alle radici il tempo di prepararsi per il risveglio primaverile. I filari nelle coltivazioni dovrebbero essere ordinati sull'asse Nord - Sud.
Tra tutti i comuni fruttiferi italiani il pesco è tra quelli meno tolleranti ai suoli umidi (con ristagno di acqua), non drenati.

### Irrigazione
Per una crescita ottimale il pesco richiede un'irrigazione regolare da aumentare durante la fioritura e l'allegagione, diminuendola solo in fase di distensione cellulare successiva alla citochinesi durante la quale si verifica la lignificazione del nòcciolo.

### Concimazione

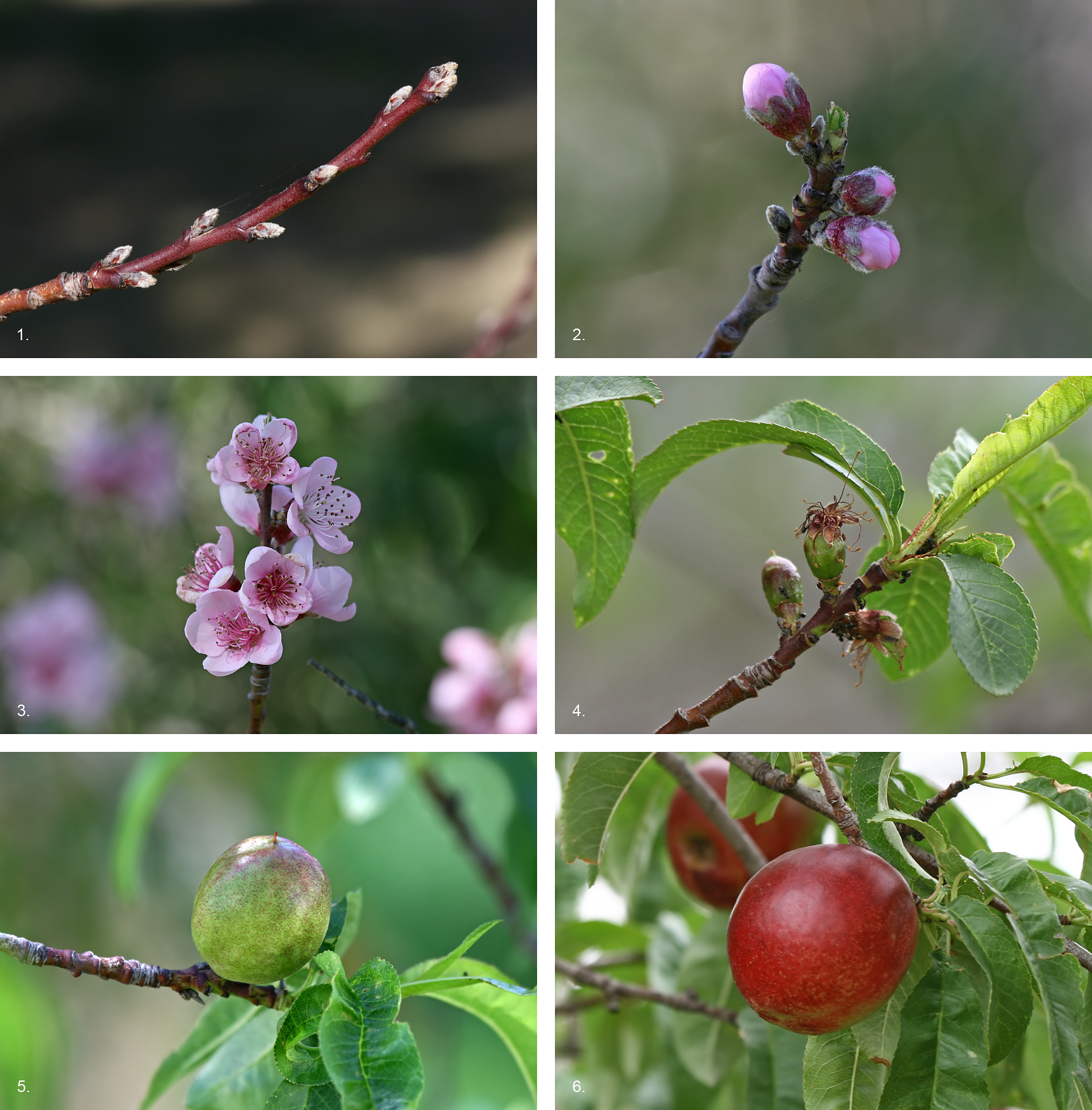
Lo sviluppo di una pesca (Prunus persica) da inizio inverno a metà estate in Victoria, Australia

Il pesco ha una maggiore necessità di azoto rispetto ad altre piante da frutto. La concimazione azotata incide positivamente sulla resa quantitativa e sulla pezzatura dei frutti, specialmente nelle cultivar precoci. L'eventuale clorosi o una ridotta dimensione delle foglie può essere un indice della carenza azotata, perciò è consigliabile intervenire con la somministrazione di un concime organico a basso rapporto carbonio/azoto o, meglio, un concime minerale a pronto effetto (nitrati). La concimazione ordinaria, eseguita con concimi minerali ternari (NPK) o con concimi organici, si esegue a fine inverno, prima della ripresa vegetativa, ma risultati positivi si ottengono anche con la somministrazione, prima del riposo vegetativo, di concimi ternari contenenti azoto a lento rilascio. Durante l'attività vegetativa primaverile e la prima fase di accrescimento dei frutti può rivelarsi utile, se non necessaria, la somministrazione di quantità moderate di concimi azotati. Le concimazioni azotate tardive, eseguite nel corso della maturazione dei frutti o nel periodo tardo estivo, hanno invece effetti negativi: nel primo caso peggiorano le qualità organolettiche dei frutti (serbevolezza, sapidità, tenore in zuccheri), nel secondo caso ostacolano il processo di lignificazione dei germogli rendendo la pianta più vulnerabile alle gelate autunnali. Gli eccessi azotati sono da evitare perché incidono negativamente sulla qualità dei frutti e rendono la pianta più vulnerabile agli attacchi dei parassiti fungini. Più che la quantità assoluta di azoto è fondamentale il rapporto azoto-potassio nella formula di concimazione, in quanto il potassio ha un effetto compensativo nei confronti degli eccessi azotati.

### Cura del frutto
Il pesco è una pianta autoimpollinante perciò ha una percentuale di allegagione elevata, che segue di norma a un'abbondante fioritura. Allo scopo di ottenere frutti di pezzatura adeguata è in genere necessario eseguire un diradamento in modo da avere un rapporto equilibrato fra numero dei frutti e vigore vegetativo della pianta. Un eccessivo numero di pesche porta alla formazione di frutti piccoli, poveri di zuccheri e poco saporiti. Nei momenti di siccità è molto importante un'irrigazione supplementare.

## Avversità
Il pesco soffre facilmente le avversità di natura biologica. I parassiti animali più importanti sono senz'altro gli insetti: fra i più frequenti ricorrono alcune specie di afidi (l'afide bruno Brachycaudus prunicola, l'afide nero Brachycaudus persicae, l'afide golone verde Myzus persicae e l'afide farinoso Hyalopterus amygdali), di cocciniglie (in particolare la cocciniglia bianca Diaspis pentagona), alcuni lepidotteri, come la tignola delle gemme e dei frutti (Anarsia lineatella), la tignola orientale (Cydia molesta), un coleottero (Capnodis tenebrionis ), il rodilegno rosso Cossus cossus e un dittero, la mosca mediterranea della frutta (Ceratitis capitata).
Altre importanti avversità si annoverano fra le virosi (es. la sharka) e le affezioni da funghi, le più frequenti delle quali sono la bolla del pesco (Taphrina deformans) il corineo delle drupacee, la moniliosi, il cancro delle drupacee, il mal bianco, il mal del piombo parassitario, il marciume del colletto da Phytophthora spp. e i marciumi radicali da Armillaria mellea e Rosellinia necatrix.

## Varietà

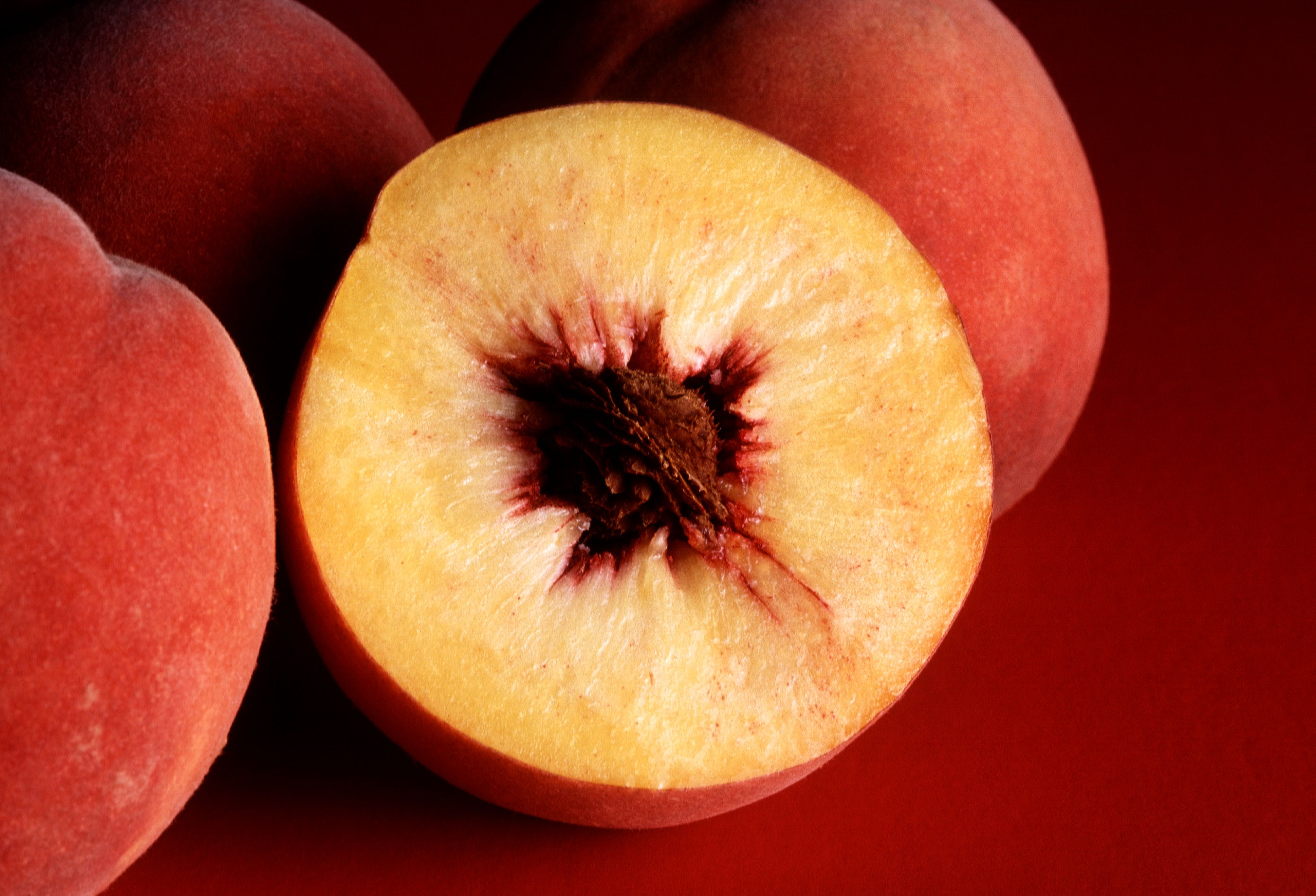
Pesca tagliata

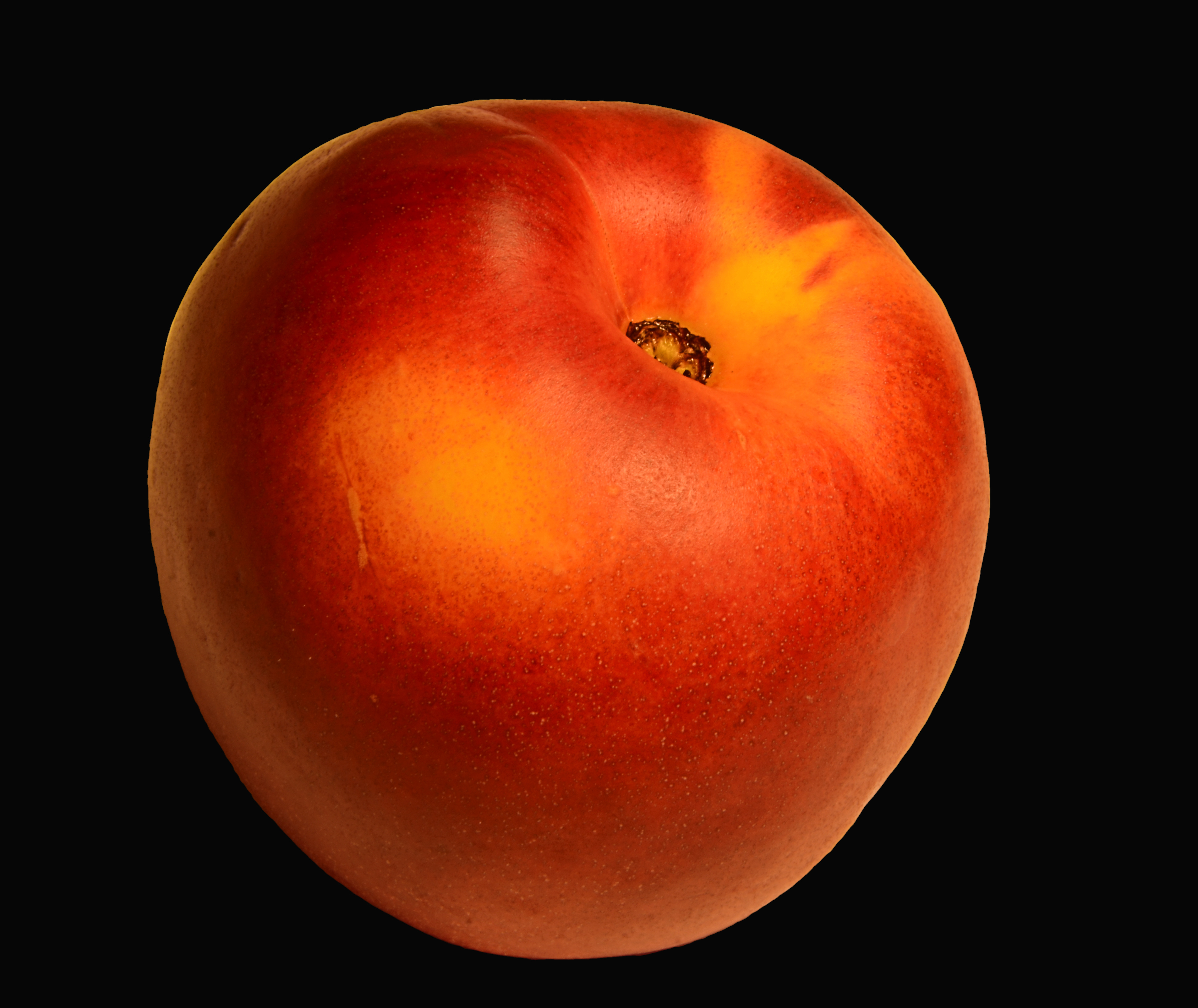
Pescanoce o nocepesca (oppure nettarina)

La pelle liscia e il nocciolo libero (non aderente alla polpa), o meno (aderente alla polpa), distinguono la pesca propriamente detta dalle altre varietà prodotte dalla specie Prunus persica.
- "Pesca gialla": polpa succosa e profumata, con nocciolo libero, o meno, e pelle vellutata (ad esempio Springcrest, Springbelle, Royal Gem, Royal Glory, Flavorcrest, Redhaven).
- "Pesca bianca": polpa bianca e filamentosa, con nocciolo aderente o meno (ad esempio Iris rosso, Pesca di Bivona detta anche "montagnola".
- "Pescanoce" o "nocepesca", commercialmente nota come "nettarina": sia a polpa gialla, sia a polpa bianca, dalla pelle liscia e rossastra, con nocciolo libero, o meno (ad esempio Sbergia, Big Top, Stark Redgold, Snow Queen, Venus, Rita star, Maria Laura, Adriana, Independence, Caldesi e Big Top.
- "Percoca": pesca da industria, idonea alla trasformazione (ad esempio Romea, Andross, Babygold). Alcune varietà di percoca della Campania hanno la denominazione di prodotto agroalimentare tradizionale.
- "Merendella": pelle liscia e colore bianco-verde, con polpa aderente al nocciolo, diffusa in Sicilia e soprattutto in Calabria, in particolare nella fascia ionica catanzarese.  Sono presenti anche in Sicilia (Messinese) frutti conosciuti con il nome di "Sbergie" e apparentemente sono molto simili alle merendelle [4].
- "Pesca saturnina" o "Pesca tabacchiera" o "platicarpa": forma schiacciata, sapore intenso (alcune accessioni diffuse in Sicilia, altre ottenute tramite incrocio, come ad esempio Satn e la serie Ufo).

### Altri tipi di pesco
Nonostante il pesco sia coltivato soprattutto per il frutto, alcune varietà da frutto (soprattutto i peschi con frutti a polpa bianca) sono notevoli per la bellezza della loro fioritura, con petali rosa di buona dimensione.
Per utilizzo come pianta decorativa sono stati inoltre selezionati peschi che sono notevoli solo per la loro fioritura (detti peschi da fiore), usati per decorare giardini. In tal caso la produzione di frutta è scadente o irrilevante. Per uso decorativo sono state selezionate varietà sia a fiore semplice sia a fiore doppio.

## Produzione
| I 15 maggiori produttori di pesca nel 2018 | I 15 maggiori produttori di pesca nel 2018 |
| Paese                                      | Produzione (tonnellate)                    |
| ------------------------------------------ | ------------------------------------------ |
| Cina                                       | 15 195 291                                 |
| Italia                                     | 1 090 678                                  |
| Grecia                                     | 968 720                                    |
| Spagna                                     | 903 809                                    |
| Turchia                                    | 789 457                                    |
| Stati Uniti                                | 700 350                                    |
| Iran                                       | 645 499                                    |
| Cile                                       | 319 047                                    |
| India                                      | 278 417                                    |
| Egitto                                     | 246 742                                    |
| Argentina                                  | 226 000                                    |
| Brasile                                    | 219 603                                    |
| Corea del Sud                              | 206 889                                    |
| Algeria                                    | 190.420                                    |
| Francia                                    | 184 070                                    |
| Mondo                                      | 24 453 425                                 |

In Italia, la maturazione dei frutti avviene tra la prima e la seconda decade di maggio nelle zone meridionali, fino alla fine di settembre per le cultivar più tardive. In linea di massima le condizioni climatiche italiane e degli altri paesi mediterranei sono ideali per la coltivazione del pesco, che può sopportare limiti assai ampi, da minime invernali anche di -15, -18 °C fino ad ambienti subtropicali dove il riposo invernale è alquanto limitato.
Il consumo annuo è di circa a 6,8 kg per abitante.
Ogni anno, gli accordi interprofessionali fissano una data associata alle norme dei calibri, tasso di succo e peso da rispettare per poter commercializzare questi frutti. Più del 60% della produzione e commercializzazione avviene tra i mesi di luglio e agosto. Il profumo della pesca è dovuto alla combinazione di più di 80 sostanze, più o meno volatili.
La coltivazione delle pesche ha avuto una grande espansione, a cui sono succeduti momenti di crisi.
Sui mercati internazionali si è imposta negli ultimi decenni la nettarina, più facile da consumare e non soggetta a provocare per via della buccia glabra, allergie.

## Usi

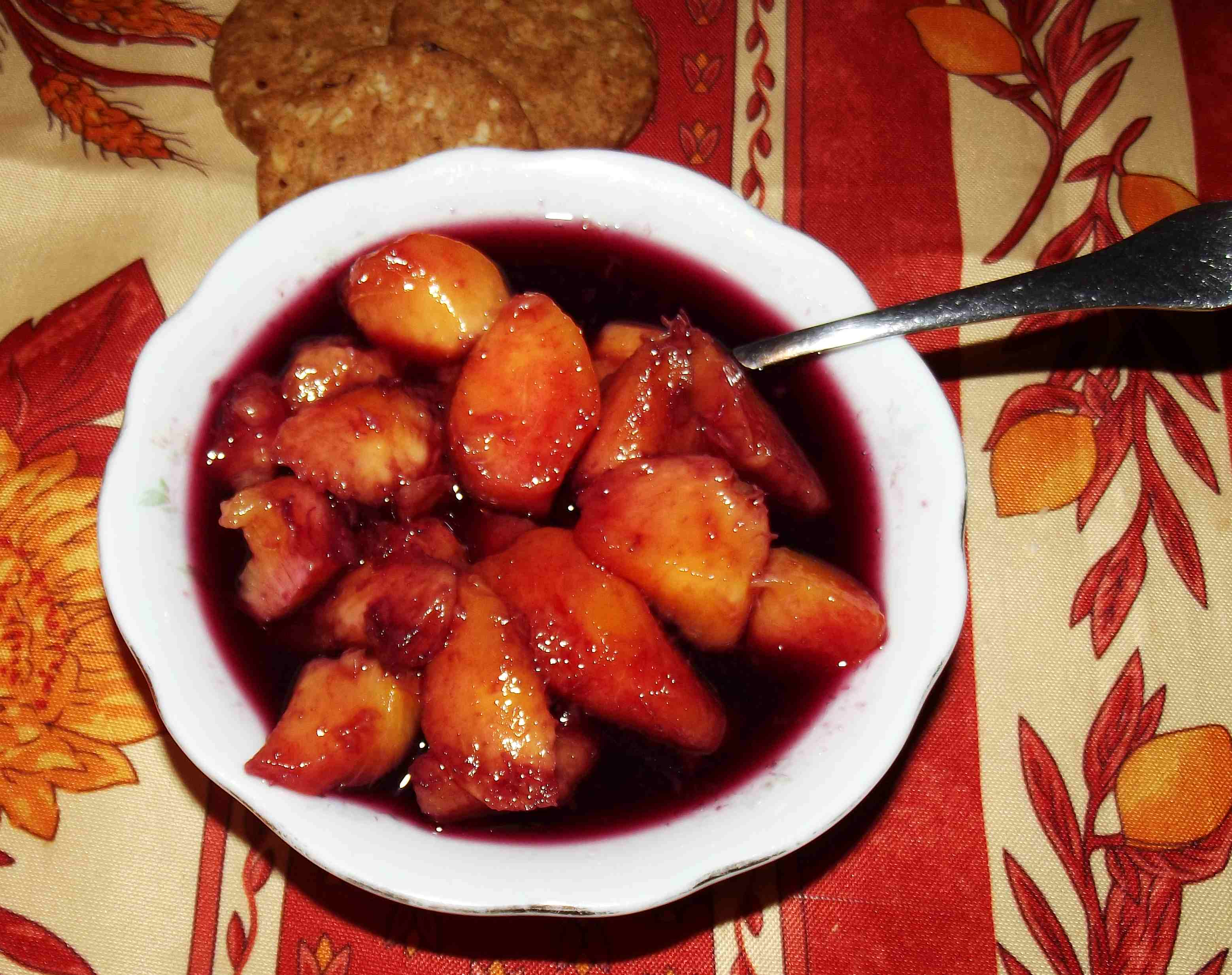
Pesche al vino rosso

La pesca viene consumata a morsi o sbucciata, da sola o in macedonie di frutta. Viene impiegata per fare succhi, marmellate e anche dolci (Pesca Melba). Può inoltre essere consumata, sempre come dessert, con vino, zucchero e qualche goccia di limone. Una ricetta tradizionale piemontese è quella delle pesche ripiene (in lingua piemontese: persi pièn) con un composto a base di uova, zucchero, amaretti sbriciolati e cacao. Viene usata anche come tè.

## Proprietà
| Pesca cruda (valore nutritivo per 100 g) | Pesca cruda (valore nutritivo per 100 g) | Pesca cruda (valore nutritivo per 100 g) | Pesca cruda (valore nutritivo per 100 g) |
| ---------------------------------------- | ---------------------------------------- | ---------------------------------------- | ---------------------------------------- |
| acqua: 88,87 g                           | ceneri totali: 0,43 g                    | fibre alimentari: 1,5 g                  | valore energetico: 39 kcal               |
| glucidi: 9,54 g                          | zuccheri semplici: 8,39 g                | proteine: 0,91 g                         | lipidi: 0,25 g                           |
| oligoelementi                            |                                          |                                          |                                          |
| potassio: 190 mg                         | fosforo: 20 mg                           | magnesio: 9 mg                           | calcio: 6 mg                             |
| ferro: 0,25 mg                           | rame: 0,0068 mg                          | zinco: 0,17 mg                           | sodio: 0 mg                              |
| vitamine                                 |                                          |                                          |                                          |
| vitamina C: 6,6 mg                       | vitamina B1: 0,024 mg                    | vitamina B2: 0,031 mg                    | vitamina B3: 0,806 mg                    |
| vitamina B5 : 0,153 mg                   | vitamina B6: 0,025 mg                    | vitamina B9: 0 mg                        | vitamina B12: 0 mg                       |
| vitamina A: 326 UI                       | retinolo: 0 mg                           | vitamina E: 0,73 mg                      | vitamina K: 2,6 µg                       |
| acidi grassi                             |                                          |                                          |                                          |
| acidi grassi saturi: 19 mg               | acidi grassi monoinsaturi: 67 mg         | acidi grassi polinsaturi: 86 mg          | colesterolo: 0 mg                        |